# Olbus
Genre
Olbus est un genre d'araignées aranéomorphes de la famille des Corinnidae.

## Distribution
Les espèces de ce genre sont endémiques du Chili.

## Liste des espèces
Selon The World Spider Catalog 12.0 :
- Olbus eryngiophilus Ramírez, Lopardo & Bonaldo, 2001
- Olbus jaguar Ramírez, Lopardo & Bonaldo, 2001
- Olbus krypto Ramírez, Lopardo & Bonaldo, 2001
- Olbus nahuelbuta Ramírez, Lopardo & Bonaldo, 2001
- Olbus sparassoides (Nicolet, 1849)

## Publication originale
- Simon, 1880 : Révision de la famille des Sparassidae (Arachnides). Actes de la Société Linnéenne de Bordeaux, vol. 34, p. 223-351.